# ألان هاريس (موسيقي)
ألان هاريس (بالإنجليزية: Allan Harris) هو موسيقي أمريكي، ولد في 4 أبريل 1956.

## وصلات خارجية
- ألان هاريس على موقع ميوزك برينز (الإنجليزية)
- ألان هاريس على موقع ديسكوغز (الإنجليزية)